# بول فون هايس
بول فون هايس (بالألمانية: Paul Heyse) هو كاتب ألماني ولد في 15 مارس 1830 وتوفي في 2 أبريل 1914. درس اللغات وترجم أعمال عدد من الشعراء الإيطاليين. حصل على جائزة نوبل في الأدب لسنة 1910.

## حياته

### برلين (1830 – 1854)
ولد بول هيسي في 15 مارس 1830 في برلين. كان والده، العالم اللغوي الشهير كارل فيلهلم لودفيج هيسي، أستاذًا في جامعة برلين، وكان معلمًا لابن فيلهلم فون هومبولت الأصغر (في الفترة من 1815-1817) وفيلكس ماندلسون (في الفترة من 1819-1827).
وكان جده من جهة أبيه يوهان كريستيان أوغست هيسي (21 أبريل 1764، نوردهاوزن - 27 يوليو 1829، ماغديبورغ)، شخصية ألمانية مشهورة في التحو والمعاجم. كانت والدة بول هيسي يهودية.
ارتاد هيسي مدرسة فريدريش فيلهلمز جيمنازيوم –التي أعيد تسميتها فيما بعد– حتى عام 1847. وتذكره الأستاذة طالبًا نموذجيًا. أكسبته علاقات عائلته دخولًا مبكرًا في الدوائر الفنية في برلين، إذ تعرف على إيمانويل جايبل، الرجل الذي يكبره بخمسة عشرة سنة، والذي أصبح فيما بعد مرشدًا أدبيًا وصديقًا له مدى الحياة، وعرفه على صهره، المؤرخ والكاتب الفني فرانز كوجلر.
بعد مغادرته المدرسة، بدأ هيسي يدرس فقه لغة الأدب الكلاسيكي. التقى بياكوب بوركهارت، وأدولف مينزل، وتيودور فونتانه، وتيودور شتورم، وفي عام 1849 انضم إلى الفريق الأدبي تنل أوبر دير سبري. عبّر في قصيدته الأولى فريهلنغسانفانغ (بالألمانية: Frühlingsanfan)‏ الصادرة عام 1848م، عن حماسه بالثورة الحديثة. بعد رحلة قصيرة لرؤية الجيوش الشعبية الطلابية، عاد إلى الوطن دون أن ينضم لأي منها، وذلك على ما يبدو مراعاة لمخاوف والديه وأصدقائه.
غادر إلى بون في أبريل 1849، بعد أن درس سنتين في جامعة برلين، لدراسة تاريخ الفن ولغات الرومانسية. في عام 1850 قرر أخيرًا العمل ككاتب وبدأ بأطروحته تحت إشراف فريدريش دييز، رائد فقه اللغة الرومانسية في ألمانيا؛ ولكن عندما اكتُشف أنه كان في علاقة غرامية مع زوجة أحد أساتذته، أعيد إلى برلين.
نشر والده كتابه الأول بعنوان دير جونجبرونين (مجموعة من القصص والشعر) دون ذكر اسمه في نفس العام الذي كتب فيه تراجيديا فرانشيسكا فون ريميني. في نفس الوقت تقريبًا، استلم هيسي من الناشر الكسندر دونكر مخطوطة لتيودور شتورم غير المعروف آنذاك، وقد أرست الانتقادات الحماسية التي وجهها هيسي إلى سومريجيشيتن أند ليدر أسس صداقتهما فيما بعد.

### ميونخ (1854 – 1914)

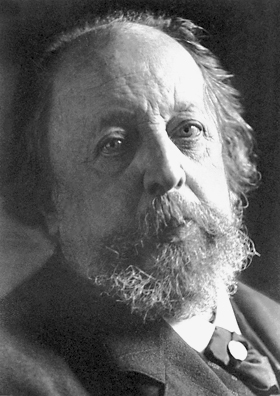
صورة بول هيس الرسمية لجائزة نوبل

أقنع إيمانويل جيبل ملك بافاريا، ماكسيميليان الثاني، بمنح هيسي لقبت الأستاذية بشكل اسمي في ميونخ، وهكذا عُيّن هيسي أستاذًا لفقه اللغة الرومانسية، رغم أنه لم يعلم قط في جامعة تلك المدينة.

## وصلات خارجية
- بول فون هايس على موقع IMDb (الإنجليزية)
- بول فون هايس على موقع الموسوعة البريطانية (الإنجليزية)
- بول فون هايس على موقع ميوزك برينز (الإنجليزية)
- بول فون هايس على موقع قاعدة بيانات برودواي على الإنترنت (الإنجليزية)
- بول فون هايس على موقع إن إن دي بي (الإنجليزية)
- بول فون هايس على موقع ديسكوغز (الإنجليزية)